# CODED ARMS
『CODED ARMS』（コーデッドアームズ）は、2005年7月にコナミが発売したPlayStation Portable用のFPSである。

## 概要
ランダムマップ生成を取り入れたゲーム展開は毎回新しいマップで遊べる。ローグライクゲームをFPSにしたもの。武器を成長させるシステムもあるためRPGとしての赴きもある。
PSP初、かつ純日本産のFPSである。

## シングルプレイ
プレーヤーは「A.I.D.A.」にダイブし、ハッキングをしていく。
ステージに入るたびに「A.I.D.A.」はマップを生成する。
そして最深部のターミナルゲートへたどり着ければそのステージをハッキング成功（ステージクリア）したことになる。
ステージ中には新たな武器や成長アイテム、回復アイテムや弾薬などのプログラムが設置される。
また敵を倒したときにそれらのプログラムが落ちる場合もある。
なお、ここで手に入れた武器や成長記録についてはマルチプレイに反映される。
ステージ
- SECTOR 0 TRAINING

トレーニングプログラムで全1面、3階層、ボス戦無し。
- SECTOR 1 CITY BASE RUINS

初期戦闘訓練プログラムで全3面、6階層、ボス戦無し。
- SECTOR 2 CITY BASE RUINS

上級戦闘訓練プログラムで全3面、13階層、最下層にてボス戦あり。
- SECTOR 3 INFINITY

階層無限、10階ごとにボス戦あり、最もローグライクゲームらしいセクター

## マルチプレイ
アドホック機能を使った最大4人までの対戦プレイ。2008年11月からサービスされているアドホック・パーティーにも対応している。
【ルール】
- デスマッチ（DEATHMATCH）

先に設定されたポイントを取得、もしくは制限時間になった時点で最もポイントの多いプレイヤーが勝利するマルチプレイでもスタンダードなルール。
- キープ・ザ・マーク（KEEP THE MARK）

マップ上に一つ設置されているマーカーを全員で奪い合い、取得したプレイヤーにスコアが加算され、マーカーを取得したプレイヤーが倒された場合はマーカーは初期の配置に戻る。制限時間になった時点で最もポイントの多いプレイヤーが勝利。
- ラストマン・スタンディング（LASTMAN STANDING）

基本ルールはデスマッチと一緒だが倒されたプレイヤーは復活できない。最後まで生き残ったプレイヤーの勝利。倒されたプレイヤーはSPYCAM機能で他のプレイヤーの視界で観戦することが出来る。

## 注意点
- ダンジョン内でセーブしたデータをロードした際、TERMINALを選択するとステータス等はハッキング前までに戻る。